# Donora
Donora é um distrito localizado no estado norte-americano de Pensilvânia, no Condado de Washington.

## Demografia
Segundo o censo norte-americano de 2000, a sua população era de 5653 habitantes.
Em 2006, foi estimada uma população de 5356, um decréscimo de 297 (-5.3%).

## Geografia
De acordo com o United States Census Bureau tem uma área de
5,3 km², dos quais 4,9 km² cobertos por terra e 0,4 km² cobertos por água. Donora localiza-se a aproximadamente 326 m acima do nível do mar.

## Localidades na vizinhança
O diagrama seguinte representa as localidades num raio de 8 km ao redor de Donora.